# Istituto superiore di educazione fisica
L'Istituto superiore di educazione fisica (ISEF) era un istituto universitario italiano parificato che a partire dal secondo dopoguerra ha formato gli insegnanti di educazione fisica tramite corsi triennali che rilasciavano un diploma post-secondario. A partire dal 1998, dopo la riforma che ha reso obbligatoria la laurea per insegnare nelle scuole, ne hanno assunto le funzioni i corsi di laurea in scienze motorie.

## Storia

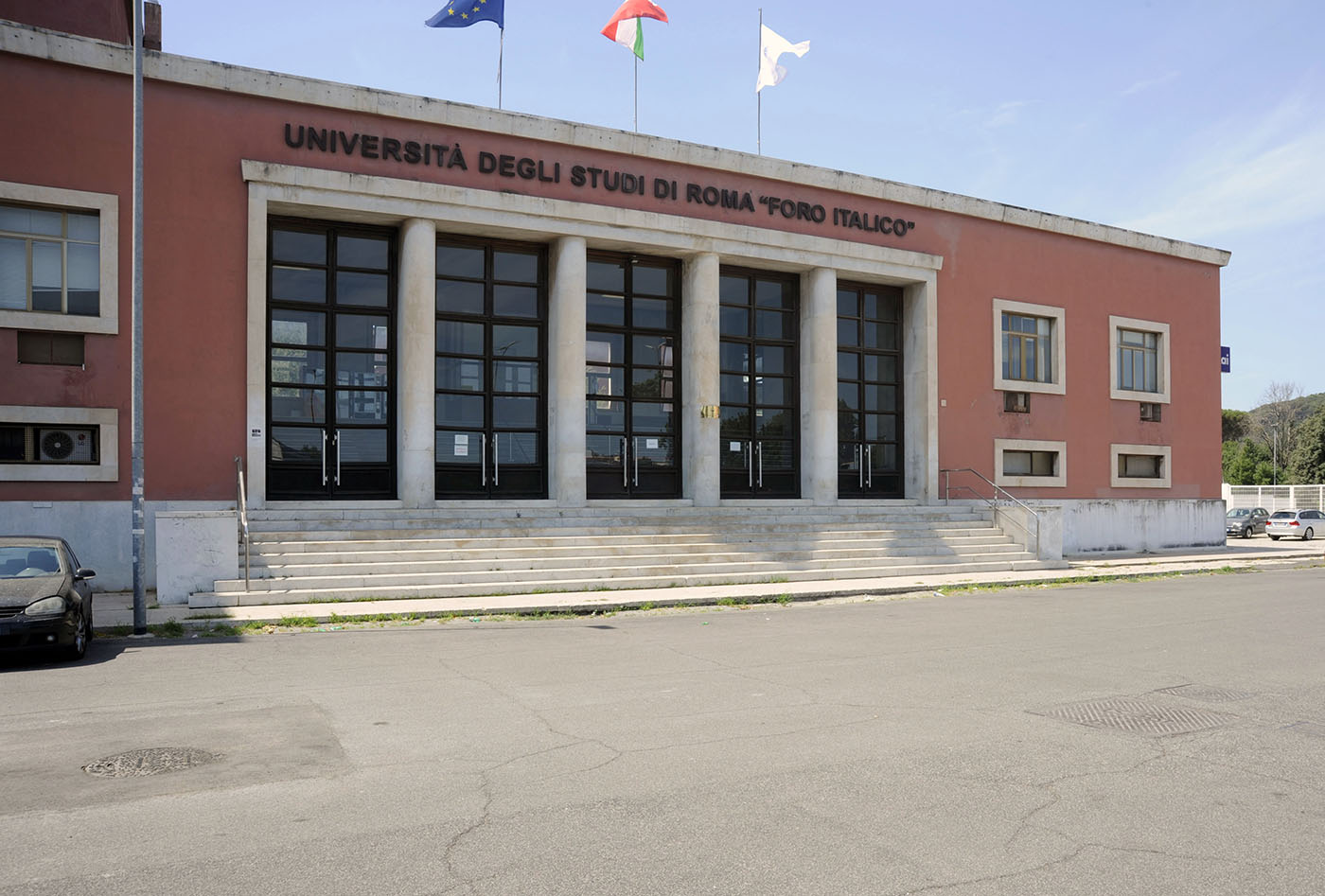
Istituto Superiore di Educazione Fisica, dal 2008 Università degli Studi di Roma "Foro Italico"

Il primo ISEF nacque a Roma nel 1952, prendendo il posto della Reale accademia della GIL, istituita nel 1928 col nome di Accademia fascista maschile di educazione fisica e sciolta dopo la caduta del fascismo. L'ISEF ottenne in seguito il riconoscimento di grado universitario grazie alla legge n. 88 del 7 febbraio 1958.
Nel 1959 nacque una seconda sede ISEF a Torino, mentre negli anni successivi furono fondati numerosi altri istituti "pareggiati" Isef di Napoli e Bologna (1960), Firenze e Genova (1963), Milano Cattolica (1964), Palermo (1965), Urbino e Perugia (1967), Milano Lombardia e L'Aquila (1968).
Hanno cessato le funzioni col d.lgs. 8 maggio 1998, n. 178, recante "Trasformazione degli Istituti superiori di educazione fisica e istituzione di facoltà e di corsi di laurea e di diploma in scienze motorie", a norma dell'articolo 17, comma 115, della legge 15 maggio 1997, n. 127.
La legge statale 18 giugno 2002, n. 136, ha quindi previsto l'"Equiparazione tra il diploma in educazione fisica e la laurea in scienze delle attività motorie e sportive".